# Гэ (язык)
Гэ (Гэцзя, Чунаньцзянский мяо; кит. 𱎼家语, 重安江苗语; устаревшее английское название: Keh Deo) — язык, относящийся к западной группе хмонгской ветви хмонг-мьенской семьи. Распространён в Китае, провинция Гуйчжоу, Цяньдуннань-Мяо-Дунский автономный округ, уезд Хуанпин и городской уезд Кайли. Число носителей по данным 2017 года — около 40 тысяч, по данным 1995 года — около 60 тысяч.
Письменность на основе китайской слоговой азбуки чжуинь фухао была создана европейскими миссионерами в 1930-е годы. На этом письме были изданы 3 книги, но, вероятно, они так и не были доставлены в районы проживания носителей гэ. В настоящее время это письмо для гэ не употребляется.